# رموز إسلامية
الرموز الإسلامية نادراً ما تكون نصية أو لفظية بينما يكثر الإسلام من استعمال الرموز البصرية. 
تستخدم هذه الرموز تعبيراً عن تضامن معتنقي الإسلام لهذا الدين حيث أن اتباعهم لتقليد معين داخل الإسلام يعكس التنوع الموجود في هذا الدين فمثلاً هناك، لإثارة مشاعر الفرح والحزن، والتفاني، والسعادة، وما إلى ذلك أو حتى للوقوف عن المعتقدات والأفكار.

العلم الإسلامي المشتمل على الشهادتين التي تمثل التوحيد وهي اشهد أن لا إله إلا الله وأشهد أن محمداً رسول الله